# Otto Albrecht Isbert
Otto Albrecht Isbert (Hagenau, 1 april 1901 - Gengenbach, 23 februari 1986) was yogadocent en schrijver.

## Biografie
Isbert was de zoon van de Pruissische generaal Karl Isbert (1864-1946) en Hedwig Körting (1873-1968).
Hij studeerde theosofie en etnologie in Tübingen en Freiburg im Breisgau en kreeg al vroeg contact met antroposofie. Hij was lid van Wandervogel en Deutsche Gilderschaft. Hij schreef boeken sinds 1931.
In 1949 leerde hij yoga bij Gertrud Lietz. Op 1 april 1962 richtte hij in Freudenstadt het Duitse Yoga instituut voor Onderzoek, Onderwijs en Praktijk e.V.op, waarvoor hij tot 1974 werkte. Van 1967 tot 1970 zat hij in het bestuur van de beroepsvereniging van yogadocenten in Duitsland. Hij was bevriend met Vladimir Lindenberg.

### Persoonlijk
Isbert was sinds 1928 getrouwd met Wilhelmine Karl Isbert en kreeg met haar twee zonen.
- Gemeinsame Normdatei: 172164966
- International Standard Name Identifier: 0000 0004 2439 6863
- Nederlandse Thesaurus van Auteursnamen: 073003948
- Réseau des bibliothèques de Suisse occidentale: 02-A003411758
- Virtual International Authority File: 163110782
- WorldCat: E39PBJtX4CPtmkwT9djgjf9hpP